# Union des mouvements socialistes
L'Union des mouvements socialistes, abrégé en UMS (en anglais : Union of Socialist Movements abrégé USM), est un parti politique camerounais. 
Il est fondé en 2011 par Pierre Kwemo, ancien vice-président du Front social démocrate (SDF).
En mars 2022, le parti politique s'associe avec le SDF, le Parti camerounais pour la réconciliation nationale (PCRN) et l'Union démocratique du Cameroun (UDC) pour former un groupe parlementaire d'opposition de seize députés à l'Assemblée nationale dénommé « Union pour le changement ».

## Résultats électoraux

### Élections législatives
| Année | Voix | % | Rang | Sièges  |
| ----- | ---- | - | ---- | ------- |
| 2020  | —    | — | —    | 2 / 180 |

### Élections sénatoriales
| Année | Voix | %    | Sièges | Rang |
| ----- | ---- | ---- | ------ | ---- |
| 2018  | 26   | 0,26 | 0 / 70 | 7e   |
| 2023  | 55   | 0,51 | 0 / 70 | 7e   |